# (21703) Shravanimikk
(21703) Shravanimikk (1999 RM73) – planetoida z pasa głównego asteroid okrążająca Słońce w ciągu 3,36 lat w średniej odległości 2,24 j.a. Odkryta 7 września 1999 roku.